# Улуџ Али
Улуџ Али (тур. Uluç Ali) око 1520-1587, био је турски гусар и адмирал, италијанског порекла. Истакао се у бици код Ђербе (1560) и великој опсади Малте (1565).

## Каријера
Рођен око 1520. године у Калабрији, као дечака заробили су га турски гусари и оковали као галиота (роб веслач на галији). Примивши ислам истиче се као гусар у ескадрама арабљанско-берберских гусара: заједно са Торгутом учествује у биткама код острва Ђербе 1560. и у великој опсади Малте 1565. Вицекраљ Триполиса је од 1565. до 1568, када је примио управу над Алжиром, а 1569. је привремено заузео и Тунис. Опседао је Корчулу 1571. У лепантској бици 1571. командовао је левокрилном ескадром турске флоте. Вештим маневром запленио је неколико хришћанских галија, а после пораза главнине повукао се са својом ескадром. Исте године постао је капудан-паша, командант турске РМ, и заслужан је за њену обнову. У Улцињу је населио 400 својих гусара. Освојио је Тунис 1574.